# Pico Tesorero
Der Pico Tesorero (2570 m) ist einer der bekanntesten Gipfel der Picos de Europa. Dies ist vor allem auf seine zentrale Lage in diesem Gebirge zurückzuführen, Vom Gipfel sind fast alle der bekannten Gipfel des Zentralmassivs der Picos de Europa zu sehen, zum Beispiel der Naranjo de Bulnes (2519 m), die Peña Vieja (2619 m), der Torre Cerredo (2648 m) oder der Torre de Llambrión (2642 m). Weiterhin sieht man auch den höchsten und bekanntesten Berg des westlichen Massivs, die Peña Santa (2596 m). Der pyramidenförmigen Gipfel bildet das Dreiländereck aller drei autonomen Gemeinschaften Spaniens, die Anteil an den Picos de Europa haben: die Grenzen von Asturien, Kantabrien und Kastilien-León treffen sich hier.
Der einfachste Anstieg erfolgt von der Cabaña Verónica, einer kleinen Hütte mit vier Schlafplätzen im Südosten des Berges. Diese kann in zwei Stunden von der Bergstation der Seilbahn von Fuente Dé erreicht werden. Von der Hütte steigt man nordwestwärts zur Basis des Ostgrats. Über den Grat steigt man über guten Fels über den zuletzt steiler werdenden Grat zum Gipfel (I+). Von der Hütte benötigt man gut eine Stunde zum Gipfel.
Der Hauptgürtelasteroid (352760) Tesorero wurde nach dem Gipfel benannt.